# 2019年度の将棋界
2019年度の将棋界（2019ねんどのしょうぎかい）では、2019年（平成31年）4月から2020年（令和2年）3月の将棋界に関する出来事について記述する。

## できごと
タイトル戦の結果ならびに新記録などの初めておきた出来事に関しては太字で表示する。

### 2019年4月
- 1日 - 第46回将棋大賞が発表され、最優秀棋士賞は豊島将之二冠が初受賞[1]。詳細は2018年度の将棋界#将棋大賞を参照。
- 3日 - 脇謙二八段と泉正樹八段がフリークラスに転出したことが発表された[2]。
- 6日 - 第4期叡王戦決勝七番勝負第1局が行われ、永瀬拓矢七段が先勝（高見泰地叡王 0-1 永瀬拓矢七段）[3][4]。
- 9日 - 第12期マイナビ女子オープン五番勝負第1局が行われ、西山朋佳女王が先勝（西山朋佳女王 1-0 里見香奈女流四冠）[5][6]。
- 10日 - 第77期名人戦七番勝負第1局が行われ、午後3時2分、16年ぶりに千日手が成立。午後3時以降の千日手成立のため翌日に指し直しとなった[7][8]。
- 11日 - 第77期名人戦七番勝負第1局指し直し局が行われ、豊島将之二冠が先勝（佐藤天彦名人 0-1 豊島将之二冠）[9][8]。
- 12日 - 山崎隆之八段が北浜健介八段に勝ち、56人目となる公式戦通算600勝（将棋栄誉賞）を達成[10]。
- 13日 - 第4期叡王戦決勝七番勝負第2局が行われ、永瀬拓矢七段が2連勝（高見泰地叡王 0-2 永瀬拓矢七段）[11][4]。
- 22日 - 第12期マイナビ女子オープン五番勝負第2局が行われ、西山朋佳女王が2連勝（西山朋佳女王 2-0 里見香奈女流四冠）[12][6]。
- 22・23日 - 第77期名人戦七番勝負第2局が行われ、豊島将之二冠が2連勝（佐藤天彦名人 0-2 豊島将之二冠）[13][8]。
- 25日 - 第30期女流王位戦五番勝負の第1局が行われ、里見香奈女流四冠が先勝（渡部愛女流王位 0-1 里見香奈女流四冠）[14][15]。
- 26日 - 第90期ヒューリック杯棋聖戦挑戦者決定戦が行われ、渡辺明二冠が郷田真隆九段を破り、豊島将之棋聖への挑戦を決める[16][17]。
- 29日 - 平成の将棋界を締めくくるイベント「棋才 平成の歩」（きさい へいせいのあゆみ）がホテルニューオータニにて開催。出演者はプロ入り順に、谷川浩司、清水市代、羽生善治、佐藤康光、森内俊之、渡辺明、里見香奈、藤井聡太。シークレットゲストとして佐藤天彦名人と広瀬章人竜王が参加[18]。

### 2019年5月
- 4日 - 第4期叡王戦決勝七番勝負第3局が行われ、永瀬拓矢七段が3連勝でタイトルに王手（高見泰地叡王 0-3 永瀬拓矢七段）[19][4]。
- 7・8日 - 第77期名人戦七番勝負第3局が行われ、豊島将之二冠が3連勝でタイトルに王手（佐藤天彦名人 0-3 豊島将之二冠）[20][8]。
- 8日 - 第30期女流王位戦五番勝負の第2局が行われ、渡部愛女流王位が1勝目（渡部愛女流王位 1-1 里見香奈女流四冠）[21][15]。
- 11日 - 第4期叡王戦決勝七番勝負第4局が行われ、永瀬拓矢七段が4連勝で初タイトルの叡王獲得（高見泰地叡王 0-4 永瀬拓矢七段）[22][4]。
- 14日 - 第12期マイナビ女子オープン五番勝負第3局が行われ、里見香奈女流四冠が1勝を返す（西山朋佳女王 2-1 里見香奈女流四冠）[23][6]。
- 16・17日 - 第77期名人戦七番勝負第4局が行われ、豊島将之二冠がストレートの4連勝で初の名人獲得、三冠を達成（佐藤天彦名人 0-4 豊島将之二冠）[24][8]。
- 22日 - 第12期マイナビ女子オープン五番勝負第4局が行われ、西山朋佳女王が勝利し、3勝1敗で女王位初防衛を決める[25][6]。
- 25日 - 第71回1dayトーナメント「第4回坪井カップ」が行われ、決勝戦で島井咲緒里女流二段が大庭美樹女流初段に勝利し12回目の優勝[26]。
- 29日 - 第30期女流王位戦五番勝負の第3局が行われ、里見香奈女流四冠が2勝目（渡部愛女流王位 1-2 里見香奈女流四冠）[27][6]。

### 2019年6月
- 4日
  - 羽生善治九段が6月4日に行われた第60期王位戦挑戦者決定リーグ白組プレーオフで永瀬拓矢叡王に勝利し、大山康晴十五世名人の持つ最多勝数記録を更新し通算勝数1434勝を達成。歴代単独1位となった。ここまでの記録は1434勝591敗2持将棋（勝率0.708）[28]。
  - 第90期ヒューリック杯棋聖戦五番勝負の第1局が行われ、豊島将之棋聖が先勝（豊島将之棋聖 1-0 渡辺明二冠）[29][17]。
- 6日 - 第60期王位戦挑戦者決定戦が行われ、木村一基九段が羽生善治九段を下し、豊島将之王位への挑戦権を獲得[30]。
- 7日 - 第70回棋士総会が行われ、以下の事項について決議が行われた[31]。
  - 2020年度に行われる第79期順位戦から、以下の変更を実施する。
    - B級2組・C級1組からの昇級枠とB級1組の降級枠を2から3へ拡大する。
    - B級2組・C級1組の降級点枠を従前の5人に1人から、それぞれ4人及び4.5人に1人に拡大する。

  - 第79期順位戦以降、5年おきに昇級枠・降級枠・降級点枠の見直しを行う。
  - C級2組の降級点のあり方を、フリークラス規定の見直しとともに将来の課題とする。
  - （東京の）将棋会館を、ヒューリック所有の「千駄ヶ谷センタービル」の建て直し後の施設に移転する方向で協議を進める。
- 10日 - 7日の将棋連盟棋士総会の決議を受け、ヒューリックは「千駄ヶ谷センタービル」の建て直しについて、連盟と連携して検討を進めることを表明[32]。
- 13日 - 第30期女流王位戦五番勝負の第4局が行われ、里見香奈女流四冠が勝ち女流王位を奪還（渡部愛女流王位 1-3 里見香奈女流四冠）。里見は女流王位通算5期となり、クイーン称号「クイーン王位」を獲得[33]。
- 14日 - 第1期清麗戦本戦準決勝・甲斐智美女流五段対中村真梨花女流三段戦が行われ、甲斐が勝ち、決勝五番勝負へ進出。第1期清麗への挑戦権を獲得[34]。
- 19日
  - 第90期ヒューリック杯棋聖戦五番勝負の第2局が行われ、渡辺明二冠が勝ち、星を五分に戻す（豊島将之棋聖 1-1 渡辺明二冠）[35]。
  - 第1期清麗戦本戦準決勝・里見香奈女流五冠対頼本奈菜女流初段戦が行われ、里見が勝ち、決勝五番勝負へ進出。第1期清麗への挑戦権を獲得[36][37]。
- 29日 - 第90期ヒューリック杯棋聖戦五番勝負の第3局が行われ、渡辺明二冠が連勝し、初棋聖に王手（豊島将之棋聖 1-2 渡辺明二冠）[38]。

### 2019年7月
- 3・4日 - 第60期王位戦七番勝負の第1局が行われ、豊島将之王位が先勝（豊島将之王位 1-0 木村一基九段）[39][40]。
- 9日 - 第90期ヒューリック杯棋聖戦五番勝負の第4局が行われ、渡辺明二冠が勝ち、初棋聖を獲得。渡辺は2013年11月に竜王を失冠して以来の三冠となる（豊島将之棋聖 1-3 渡辺明二冠）[41][17]。
- 21日 - 第2回AbemaTVトーナメント決勝戦が放映され、藤井聡太七段が糸谷哲郎八段を破り連覇[42]。
- 25日 - 第67期王座戦挑戦者決定戦が行われ、永瀬拓矢叡王が豊島将之名人を破り、斎藤慎太郎王座への挑戦を決める[43]。永瀬・斎藤ともにタイトル1期の七段のため、この五番勝負の勝者が、2018年6月より施行された「タイトル2期八段」の昇段規定適用第1号となる見通しとなった。
- 30・31日 - 第60期王位戦七番勝負の第２局が行われ、豊島将之王位が連勝（豊島将之王位 2-0 木村一基九段）[44]。

### 2019年8月
- 3日 - 第1回清麗戦決勝五番勝負第1局が行われ、里見香奈女流五冠が先勝（里見香奈女流五冠 1-0 甲斐智美女流五段）[45]。
- 7日 - 日本将棋連盟が女流棋士、女性奨励会員のプロ棋士四段の資格を得た場合の規定を下記の通り決定[46]。

1. 女流棋士がプロ棋士編入試験に合格した場合、女流棋戦、及びプロ棋士公式棋戦の両方に出場することが出来る。
2. 奨励会に所属している女性が四段に昇段をした場合、女流棋士申請を行うことが出来る。ただし、申請期間は昇段日から２週間以内とする。

- 8・9日 - 第60期王位戦七番勝負の第3局が行われ、木村一基九段が1勝を返す（豊島将之王位 2-1 木村一基九段）[47]。
- 18日
  - 第4回YAMADAチャレンジ杯決勝が開催され、門倉啓太五段が井出隼平四段に勝ち、初優勝[48][49]
  - 第5回YAMADA女流チャレンジ杯決勝が開催され、山根ことみ女流初段が伊奈川愛菓女流初段に勝ち、初優勝[50][51]
- 20・21日 - 第60期王位戦七番勝負の第4局が行われ、木村一基九段が2勝目。タイに戻す（豊島将之王位 2-2 木村一基九段）[52]。
- 24日 - 第1回清麗戦決勝五番勝負第2局が行われ、里見香奈女流五冠が2勝目を挙げタイトルに王手（里見香奈女流五冠 2-0 甲斐智美女流五段）[53]。
- 27・28日 - 第60期王位戦七番勝負の第5局が行われ、豊島将之王位が勝ちタイトルに王手（豊島将之王位 3-2 木村一基九段）[54]。

### 2019年9月
- 2日 - 第67期王座戦五番勝負の第1局が行われ、永瀬拓矢叡王が先勝（斎藤慎太郎王座 0-1 永瀬拓矢叡王）[55]。
- 5日 - 第32期竜王戦挑戦者決定三番勝負第3局行われ、豊島将之名人が木村一基九段に2勝1敗とし竜王挑戦を決める[56]。
- 7日
  - 第1回清麗戦決勝五番勝負第3局が行われ、里見香奈女流五冠が3連勝で初代清麗となり、史上初の女流六冠を達成（里見香奈女流五冠 2-0 甲斐智美女流五段）[57]。
  - 第41期霧島酒造杯女流王将戦本戦・挑戦者決定戦が放送され、西山朋佳女王が伊藤沙恵女流三段を破りタイトル挑戦を決める[58]。
- 9日 - 第9期リコー杯女流王座戦本戦の挑戦者決定戦が行われ、西山朋佳女王が伊藤沙恵女流三段を破りタイトル挑戦を決める[59]。
- 9・10日 - 第60期王位戦七番勝負の第6局が行われ、木村一基九段が3勝目を挙げ、勝負は最終局に持ち越し（豊島将之王位 3-3 木村一基九段）[60]。
- 13日 - 谷川浩司九段が第78期B級1組順位戦で松尾歩八段に勝利し通算1324勝目。通算勝数で加藤一二三九段の1324勝を抜き歴代単独3位となった[61]。
- 17日 - 8月30日に行われた対局でプロ編入試験の受験資格を得た折田翔吾からの、プロ編入試験受験申込を受理。制度化以降2例目となる編入試験が11月25日から1ヶ月1対局のペースで開催されることとなった[62]。
- 18日 - 第67期王座戦五番勝負の第2局が行われ、永瀬拓矢叡王が連勝でタイトル奪取に王手をかける（斎藤慎太郎王座 0-2 永瀬拓矢叡王）[63]。
- 24日 
  - 第27期大山名人杯倉敷藤花戦本戦の挑戦者決定戦が行われ、伊藤沙恵女流三段が加藤結李愛女流初段を破りタイトル挑戦を決める[64]。
  - 第27期銀河戦決勝が放映され、豊島将之名人が渡辺明三冠に勝利し初優勝を決める[65]。
- 26日 - 第60期王位戦七番勝負の第7局が行われ、木村一基九段が豊島将之王位を破り、4勝3敗で自身初タイトルの王位を奪取（豊島将之王位 3-4 木村一基九段）。初タイトル獲得最年長記録（46歳3ヶ月）を更新[66]。

### 2019年10月
- 1日 - 第67期王座戦五番勝負の第3局が行われ、永瀬拓矢叡王が3連勝で王座奪取。二冠となる（斎藤慎太郎王座 0-3 永瀬拓矢叡王）[67]。
- 5日 - 第41期霧島酒造杯女流王将戦三番勝負の第1局が行われ、西山朋佳女王が先勝（里見香奈女流王将 0-1 西山朋佳女王）[68]。
- 6日 - 第13回白瀧あゆみ杯争奪 新人登竜門戦の決勝戦が行われ、山根ことみ女流初段が加藤桃子女流三段に勝利し初優勝[69]。
- 11・12日 - 第32期竜王戦七番勝負の第1局が行われ、豊島将之名人が先勝（広瀬章人竜王 0-1 豊島将之名人）[70]。
- 20日 - 第9期加古川青流戦三番勝負 第2局が行われ、池永天志四段が服部慎一郎三段に勝利し初優勝[71]。
- 23日 - 第41期霧島酒造杯女流王将戦三番勝負の第2局が行われ、里見香奈女流王将が1勝目（里見香奈女流王将 1-1 西山朋佳女王）[72]。
- 23・24日 - 第32期竜王戦七番勝負の第2局が行われ、豊島将之名人が連勝（広瀬章人竜王 0-2 豊島将之名人）[73]。
- 28日 - 第50期新人王戦、決勝三番勝負の第3局が行われ、高野智史四段が増田康宏六段を破り初優勝[74]。
- 30日 - 第9期リコー杯女流王座戦五番勝負第1局が行われ、西山朋佳女王が勝利し1勝目（里見香奈女流王座 0-1 西山朋佳女王）[75]。

### 2019年11月
- 1日 - 第41期霧島酒造杯女流王将戦三番勝負の第3局が行われ、西山朋佳女王が勝利し女流王将奪取、女流二冠となった（里見香奈女流王将 1-2 西山朋佳女王）[76]。
- 9・10日 - 第32期竜王戦七番勝負の第3局が行われ、豊島将之名人が3連勝。タイトル奪取に王手（広瀬章人竜王 0-3 豊島将之名人）[77]。
- 10日 - 第27期大山名人杯倉敷藤花戦三番勝負の第1局が行われ、里見香奈倉敷藤花が先勝（里見香奈倉敷藤花 1-0 伊藤沙恵女流三段）[78]。
- 14日 - 第9期リコー杯女流王座戦五番勝負第2局が行われ、里見香奈女流王座が勝利し1勝目（里見香奈女流王座 1-1 西山朋佳女流二冠）[79]。
- 17日 - 第40回将棋日本シリーズJTプロ公式戦の決勝戦が行われ、渡辺明JT杯覇者が広瀬章人竜王に勝利し2年連続3回目の優勝[80]。
- 19日 - 第69期大阪王将杯王将戦挑戦者決定リーグ戦最終局が行われ、広瀬章人竜王が藤井聡太七段を破り5勝1敗リーグ優勝、初の王将挑戦を決める[81]。
- 20日 - 第46期岡田美術館杯女流名人戦女流名人リーグ戦最終局が行われ、谷口由紀女流二段が藤田綾女流二段を破8勝1敗でリーグ優勝、初の女流名人挑戦を決める[82]。
- 21・22日 - 第32期竜王戦七番勝負第4局が行われ、広瀬章人竜王が勝ち1勝を返す（広瀬章人竜王 1-3 豊島将之名人）[83]。
- 23日 - 第27期大山名人杯倉敷藤花戦三番勝負第2局が行われ、伊藤沙恵女流三段が勝ち1勝目（里見香奈倉敷藤花 1-1 伊藤沙恵女流三段）[84]。
- 24日 - 第27期大山名人杯倉敷藤花戦三番勝負第3局が行われ、里見香奈倉敷藤花が勝ち、5年連続10期目の倉敷藤花防衛（里見香奈倉敷藤花 2-1 伊藤沙恵女流三段）[85]。
- 27日 - 第9期リコー杯女流王座戦五番勝負第3局が行われ、西山朋佳女流二冠が勝ち2勝目（里見香奈女流王座 1-2 西山朋佳女流二冠）[86]。

### 2019年12月
- 4日 - 第9期リコー杯女流王座戦五番勝負第4局が行われ、西山朋佳女流二冠が勝ち、女流王座奪取。自身初の女流三冠となった（里見香奈女流王座 1-3 西山朋佳女流二冠）[87]。
- 6・7日 - 第32期竜王戦七番勝負の第5局が行われ、豊島将之名人が勝利し、初の竜王奪取。史上4人目の「竜王・名人」となった（広瀬章人竜王 1-4 豊島将之名人）[88]。
- 27日 - 第45期棋王戦挑戦者決定二番勝負第2局が行われ、本田奎四段が佐々木大地五段に勝利し、初タイトル挑戦を決めた。四段昇段からタイトル挑戦までの期間が1年4ヶ月0日となり、屋敷伸之九段（1年2ヶ月11日）に次いで2位の記録。初出場棋戦で番勝負出場を決めたのは史上初[89][90]。

### 2020年1月
- 12・13日 - 第69期大阪王将杯王将戦七番勝負第1局が行われ、渡辺明王将が勝ち1勝目（渡辺明王将 1-0 広瀬章人八段）[91]。
- 18日 - 第72回1dayトーナメント・Minervaカップが行われ、礒谷真帆女流初段が島井咲緒里女流二段に勝利し2回目の優勝[92]。
- 19日 - 第46期岡田美術館杯女流名人戦五番勝負第1局が行われ、里見香奈女流名人が勝ち1勝目（里見香奈女流名人 1-0 谷口由紀女流三段）[93]。
- 24日 - 第78期A級順位戦で、三浦弘行九段が木村一基王位に破れ3勝4敗となり、2局を残して渡辺明三冠の名人挑戦が決まった。[94]。
- 25・26日 - 第69期大阪王将杯王将戦七番勝負第2局が行われ、広瀬章人八段が勝ち1勝目（渡辺明王将 1-1 広瀬章人八段）[95]。
- 26日 - 第46期岡田美術館杯女流名人戦五番勝負第2局が行われ、里見香奈女流名人が2連勝（里見香奈女流名人 2-0 谷口由紀女流三段）[96]。
- 29日 - 阿部隆八段が村山慈明七段に勝ち、22人目となる公式戦通算800勝（将棋栄誉敢闘賞）を達成[97]。

### 2020年2月
- 1日 - 第45期棋王戦五番勝負第1局が行われ、渡辺明棋王が勝ち1勝目（渡辺明棋王 1-0 本田奎五段）[98]。
- 8・9日 - 第69期大阪王将杯王将戦七番勝負第1局が行われ、渡辺明王将が勝ち1勝目（渡辺明王将 2-1 広瀬章人八段）[99]。
- 11日
  - 第46期岡田美術館杯女流名人戦五番勝負第3局が行われ、里見香奈女流名人が3連勝で防衛。11期連続での女流名人（里見香奈女流名人 3-0 谷口由紀女流三段）[100]。
  - 第13回朝日杯将棋オープン戦 本戦トーナメント決勝戦が行われ、千田翔太七段が永瀬拓矢二冠を破り初優勝[101]。
- 16日 -  第45期棋王戦五番勝負第2局が行われ、本田奎五段が勝ち1勝目（渡辺明棋王 1-1 本田奎五段）[102]。
- 20・21日 - 第69期大阪王将杯王将戦七番勝負第4局が行われ、広瀬章人八段が勝ち2勝2敗のタイに戻す（渡辺明王将 2-2 広瀬章人八段）[103]。
- 24日 - 第5期叡王戦挑戦者決定三番勝負第3局が行われ、豊島将之竜王名人が渡辺明三冠を2勝1敗で下し、永瀬拓矢叡王への挑戦を決めた[104]。
- 25日 - 折田翔吾アマが棋士編入試験第4局で本田奎五段に勝ち3勝1敗で史上4人目の編入試験合格となった。2020年4月1日付でフリークラスの四段となる[105]。

### 2020年3月
- 1日 - 第45期棋王戦五番勝負第3局が行われ、渡辺明棋王が勝ち2勝目で防衛に王手（渡辺明棋王 2-1 本田奎五段）[106]。
- 2日 - 第31期女流王位戦挑戦者決定戦が行われ、加藤桃子女流三段が伊藤沙恵女流三段を破り、自身初となる女流王位戦挑戦を決める[107]。
- 5・6日 - 第69期大阪王将杯王将戦七番勝負第5局が行われ、広瀬章人八段が3勝目をあげ、タイトルに王手（渡辺明王将 2-3 広瀬章人八段）[108]。
- 6日 - 第13期マイナビ女子オープン本戦トーナメント決勝が行われ、加藤桃子女流三段が清水市代女流六段に勝ち、女王挑戦を決めた[109]。
- 13・14日 - 第69期大阪王将杯王将戦七番勝負第6局が行われ、渡辺明王将が3勝目をあげ、決着は最終局に持ち越し（渡辺明王将 3-3 広瀬章人八段）[110]。
- 17日 - 第45期棋王戦五番勝負第4局が行われ、渡辺明棋王が3勝1敗で制し、8期連続での棋王獲得（渡辺明棋王 3-1 本田奎五段）[111]。
- 22日
  - 第69回NHK杯将棋トーナメント決勝戦が放送され、深浦康市九段が稲葉陽八段を破り初優勝[112]。
  - 第73回1dayトーナメント武蔵国府中けやきカップが行われ、船戸陽子女流二段が渡部愛女流三段に勝利し7回目の優勝[113]。
- 25・26日 - 第69期大阪王将杯王将戦七番勝負第7局が行われ、渡辺明王将が4勝目をあげ2期連続4期目の王将位防衛（渡辺明王将 4-3 広瀬章人八段）[114]。

## 記録

### タイトル戦
| 棋戦                 | 勝者       | 勝者     | 開催時期      | 番勝負         | 番勝負 | 番勝負       | 備考               | 注      |
| 棋戦                 | 勝者       | 勝者     | 開催時期      | 在位者         | 勝敗   | 挑戦者       | 備考               | 注      |
| -------------------- | ---------- | -------- | ------------- | -------------- | ------ | ------------ | ------------------ | ------- |
| 名人戦               | 第77期名人 | 豊島将之 | 2019年4-5月   | 佐藤天彦名人   | 0-4    | 豊島将之二冠 | 初名人(三冠)       | [ 8 ]   |
| 叡王戦               | 第04期叡王 | 永瀬拓矢 | 2019年4-6月   | 高見泰地叡王   | 0-4    | 永瀬拓矢七段 | 初タイトル         | [ 4 ]   |
| ヒューリック杯棋聖戦 | 第90期棋聖 | 渡辺明   | 2019年6-7月   | 豊島将之棋聖   | 1-3    | 渡辺明二冠   | 初棋聖(三冠)       | [ 17 ]  |
| 王位戦               | 第60期王位 | 木村一基 | 2019年7-9月   | 豊島将之王位   | 3-4    | 木村一基九段 | 初タイトル(最年長) | [ 40 ]  |
| 王座戦               | 第67期王座 | 永瀬拓矢 | 2019年9-10月  | 斎藤慎太郎王座 | 0-3    | 永瀬拓矢叡王 | 初王座(二冠)       | [ 115 ] |
| 竜王戦               | 第32期竜王 | 豊島将之 | 2019年10-12月 | 広瀬章人竜王   | 1-4    | 豊島将之名人 | 初竜王(二冠)       | [ 116 ] |
| 大阪王将杯王将戦     | 第69期王将 | 渡辺明   | 2020年1-3月   | 渡辺明王将     | 4-3    | 広瀬章人八段 | 2期連続(通算4期)   | [ 117 ] |
| 棋王戦               | 第45期棋王 | 渡辺明   | 2020年2-3月   | 渡辺明棋王     | 3-1    | 本田奎五段   | 8期連続(通算8期)   | [ 118 ] |

### その他の棋戦
| 新：新人棋戦 非：非公式戦 |

| 棋戦                  | 類 | 回 | 優勝者       | 決勝開催日          | 準優勝者       | 備考         | 注      |
| --------------------- | -- | -- | ------------ | ------------------- | -------------- | ------------ | ------- |
| AbemaTVトーナメント   | 非 | 2  | 藤井聡太七段 | 2019年7月21日(配信) | 糸谷哲郎八段   | 2年連続2回目 | [ 119 ] |
| YAMADAチャレンジ杯    | 新 | 4  | 門倉啓太五段 | 2019年8月18日       | 井出隼平四段   | 初優勝       | [ 49 ]  |
| 銀河戦                |    | 27 | 豊島将之名人 | 2019年9月24日(放送) | 渡辺明三冠     | 初優勝       | [ 120 ] |
| 加古川青流戦          | 新 | 9  | 池永天志四段 | 2019年10月20日      | 服部慎一郎三段 | 初優勝       | [ 121 ] |
| 新人王戦              | 新 | 50 | 高野智史四段 | 2019年10月28日      | 増田康宏六段   | 初優勝       | [ 122 ] |
| 将棋日本シリーズ      |    | 40 | 渡辺明三冠   | 2019年11月17日      | 広瀬章人竜王   | 2年連続3回目 | [ 123 ] |
| 朝日杯将棋オープン戦  |    | 13 | 千田翔太七段 | 2020年2月11日       | 永瀬拓矢二冠   | 初優勝       | [ 124 ] |
| NHK杯将棋トーナメント |    | 69 | 深浦康市九段 | 2020年3月22日(放送) | 稲葉陽八段     | 初優勝       | [ 125 ] |

| 棋士編入試験 （非公式戦） (2019/11/25 -2020/3/9) | 受験者                                        | 日程  | 試験成績 | 試験成績 | 試験成績 | 試験官 (棋士番号)  | 備考                 | 注      |
| ------------------------------------------------ | --------------------------------------------- | ----- | -------- | -------- | -------- | ------------------ | -------------------- | ------- |
| 棋士編入試験 （非公式戦） (2019/11/25 -2020/3/9) | 折田翔吾 アマ ( 3勝1敗 / 合格 ) 【3勝で合格】 | 11/25 | ▽後      | ○-●      | 先▲      | 黒田尭之 四段(318) | 振り駒 / 折田 1勝0敗 | [ 127 ] |
| 棋士編入試験 （非公式戦） (2019/11/25 -2020/3/9) | 折田翔吾 アマ ( 3勝1敗 / 合格 ) 【3勝で合格】 | 12/23 | ▲先      | ●-○      | 後▽      | 出口若武 四段(317) | 折田 1勝1敗          | [ 128 ] |
| 棋士編入試験 （非公式戦） (2019/11/25 -2020/3/9) | 折田翔吾 アマ ( 3勝1敗 / 合格 ) 【3勝で合格】 | 1/27  | ▽後      | ○-●      | 先▲      | 山本博志 四段(316) | 折田 2勝1敗          | [ 129 ] |
| 棋士編入試験 （非公式戦） (2019/11/25 -2020/3/9) | 折田翔吾 アマ ( 3勝1敗 / 合格 ) 【3勝で合格】 | 2/25  | ▲先      | ○-●      | 後▽      | 本田奎 五段(315)   | 折田 3勝1敗 / 合格   | [ 130 ] |
| 棋士編入試験 （非公式戦） (2019/11/25 -2020/3/9) | 折田翔吾 アマ ( 3勝1敗 / 合格 ) 【3勝で合格】 | 3/9   | -        | -        | -        | 池永天志 四段(314) | (実施せず)           |         |

### 女流タイトル戦
| 棋戦                   | 勝者           | 勝者     | 開催時期      | 番勝負                      | 番勝負 | 番勝負                      | 備考                              | 注      |
| 棋戦                   | 勝者           | 勝者     | 開催時期      | 在位者                      | 勝敗   | 挑戦者                      | 備考                              | 注      |
| ---------------------- | -------------- | -------- | ------------- | --------------------------- | ------ | --------------------------- | --------------------------------- | ------- |
| マイナビ女子オープン   | 第12期女王     | 西山朋佳 | 2019年4-5月   | 西山朋佳女王                | 3-1    | 里見香奈女流四冠            | 2年連続(通算2期)                  | [ 6 ]   |
| 女流王位戦             | 第30期女流王位 | 里見香奈 | 2019年5-6月   | 渡部愛女流王位              | 1-3    | 里見香奈女流四冠            | 2年ぶり(通算5期) クイーン王位獲得 | [ 15 ]  |
| ヒューリック杯清麗戦   | 第1期清麗      | 里見香奈 | 2019年8-9月   | （挑戦者） 里見香奈女流五冠 | 3-0    | （挑戦者） 甲斐智美女流五段 | 女流六冠(史上初)                  | [ 131 ] |
| 霧島酒造杯女流王将戦   | 第41期女流王将 | 西山朋佳 | 2019年10-11月 | 里見香奈女流王将            | 1-2    | 西山朋佳女王                | 初王将(二冠)                      | [ 132 ] |
| リコー杯女流王座戦     | 第9期女流王座  | 西山朋佳 | 2019年10-11月 | 里見香奈女流王座            | 1-3    | 西山朋佳女流二冠            | 初王座(三冠)                      | [ 133 ] |
| 大山名人杯倉敷藤花戦   | 第27期倉敷藤花 | 里見香奈 | 2019年11月    | 里見香奈倉敷藤花            | 2-1    | 伊藤沙恵女流三段            | 5期連続(通算10期)                 | [ 134 ] |
| 岡田美術館杯女流名人戦 | 第46期女流名人 | 里見香奈 | 2020年1-2月   | 里見香奈女流名人            | 3-0    | 谷口由紀女流三段            | 11期連続(通算11期)                | [ 135 ] |

- 第1期清麗戦は今期より新設されたタイトル戦であり、番勝負は決勝進出者の2名で実施されるので、両者とも挑戦者となる。上記表では便宜上、上位者となる里見を在位者の枠に入れてある。

### その他の女流棋戦
| 新：新人棋戦 L：LPSA主催 非：非公式戦 |

| 棋戦                         | 類    | 回 | 優勝者             | 決勝開催日    | 準優勝者           | 備考   | 注      |
| ---------------------------- | ----- | -- | ------------------ | ------------- | ------------------ | ------ | ------- |
| 世田谷花みず木女流オープン戦 | 非    | 12 | 和田あき女流初段   | 2019年4月29日 | 頼本奈菜女流初段   | 初優勝 | [ 136 ] |
| 1dayトーナメント             | L     | 71 | 島井咲緒里女流二段 | 2019年5月25日 | 大庭美樹女流初段   | 12回目 | [ 26 ]  |
| 1dayトーナメント             | L     | 72 | 礒谷真帆女流初段   | 2020年1月18日 | 島井咲緒里女流二段 | 2回目  | [ 92 ]  |
| 1dayトーナメント             | L     | 73 | 船戸陽子女流二段   | 2020年3月22日 | 渡部愛女流三段     | 7回目  | [ 113 ] |
| YAMADA女流チャレンジ杯       |       | 5  | 山根ことみ女流初段 | 2019年8月18日 | 伊奈川愛菓女流初段 | 初優勝 | [ 51 ]  |
| 白瀧あゆみ杯争奪戦           | 非/新 | 13 | 山根ことみ女流初段 | 2019年10月6日 | 加藤桃子女流三段   | 初優勝 | [ 137 ] |

### 順位戦
第78期順位戦（2019年6月 - 2020年3月）
| 次期クラス | 棋士           | 成績     | 注      |
| ---------- | -------------- | -------- | ------- |
| A級        | 菅井竜也七段   | B1(11-1) | [ 138 ] |
| A級        | 斎藤慎太郎七段 | B1(9-3)  | [ 138 ] |
| B級1組     | 丸山忠久九段   | B2(9-1)  | [ 139 ] |
| B級1組     | 近藤誠也六段   | B2(8-2)  | [ 139 ] |
| B級2組     | 藤井聡太七段   | C1(10-0) | [ 140 ] |
| B級2組     | 佐々木勇気七段 | C1(9-1)  | [ 140 ] |
| C級1組     | 高見泰地七段   | C2(9-1)  | [ 141 ] |
| C級1組     | 三枚堂達也七段 | C2(9-1)  | [ 141 ] |
| C級1組     | 古森悠太四段   | C2(9-1)  | [ 141 ] |

| 次期クラス         | 棋士           | 成績     | 注      |
| ------------------ | -------------- | -------- | ------- |
| B級1組             | 木村一基王位   | A(4-5)   | [ 142 ] |
| B級1組             | 久保利明九段   | A(2-7)   | [ 142 ] |
| B級2組             | 谷川浩司九段   | B1(3-9)  | [ 138 ] |
| B級2組             | 畠山鎮八段     | B1(3-9)  | [ 138 ] |
| C級1組             | 飯島栄治七段   | B2(4-6)  | [ 139 ] |
| C級1組             | 田村康介七段   | B2(3-7)  | [ 139 ] |
| C級2組             | 塚田泰明九段   | C1(3-7)  | [ 140 ] |
| C級2組             | 堀口一史座七段 | C1(0-10) | [ 140 ] |
| フリークラス       | 島本亮五段     | C2(3-7)  | [ 141 ] |
| フリークラス(引退) | 桐山清澄九段   | C2(1-9)  | [ 141 ] |

### 竜王ランキング戦
第32期竜王戦ランキング戦（2018年12月 - 2019年9月）
| 次期クラス | 棋士           | 成績    | 注      |
| ---------- | -------------- | ------- | ------- |
| 1組        | 佐藤天彦九段   | 2組優勝 | [ 143 ] |
| 1組        | 橋本崇載八段   | 2組2位  | [ 143 ] |
| 1組        | 斎藤慎太郎七段 | 2組3位  | [ 143 ] |
| 1組        | 佐藤和俊六段   | 2組3位  | [ 143 ] |
| 2組        | 鈴木大介九段   | 3組優勝 | [ 144 ] |
| 2組        | 八代弥七段     | 3組2位  | [ 144 ] |
| 2組        | 中村太地七段   | 3組3位  | [ 144 ] |
| 2組        | 三枚堂達也六段 | 3組3位  | [ 144 ] |
| 3組        | 藤井聡太七段   | 4組優勝 | [ 145 ] |
| 3組        | 菅井竜也七段   | 4組2位  | [ 145 ] |
| 3組        | 千田翔太七段   | 4組3位  | [ 145 ] |
| 3組        | 高見泰地七段   | 4組3位  | [ 145 ] |
| 4組        | 近藤誠也六段   | 5組優勝 | [ 146 ] |
| 4組        | 石井健太郎五段 | 5組2位  | [ 146 ] |
| 4組        | 都成竜馬五段   | 5組3位  | [ 146 ] |
| 4組        | 大橋貴洸五段   | 5組3位  | [ 146 ] |
| 5組        | 梶浦宏孝四段   | 6組優勝 | [ 147 ] |
| 5組        | 牧野光則五段   | 6組2位  | [ 147 ] |
| 5組        | 杉本和陽四段   | 6組3位  | [ 147 ] |
| 5組        | 井出隼平四段   | 6組3位  | [ 147 ] |

| 次期クラス | 棋士           | 成績                      | 注      |
| ---------- | -------------- | ------------------------- | ------- |
| 2組        | 糸谷哲郎八段   | 1組 5位決定戦 初戦敗退    | [ 148 ] |
| 2組        | 松尾歩八段     | 1組 5位決定戦 初戦敗退    | [ 148 ] |
| 2組        | 深浦康市九段   | 1組 5位決定戦 初戦敗退    | [ 148 ] |
| 2組        | 丸山忠久九段   | 1組 5位決定戦 初戦敗退    | [ 148 ] |
| 3組        | 千葉幸生七段   | 2組 昇級者決定戦 初戦敗退 | [ 143 ] |
| 3組        | 高橋道雄九段   | 2組 昇級者決定戦 初戦敗退 | [ 143 ] |
| 3組        | 村山慈明七段   | 2組 昇級者決定戦 初戦敗退 | [ 143 ] |
| 3組        | 飯島栄治七段   | 2組 昇級者決定戦 初戦敗退 | [ 143 ] |
| 4組        | 真田圭一八段   | 3組 昇級者決定戦 初戦敗退 | [ 144 ] |
| 4組        | 飯塚祐紀七段   | 3組 昇級者決定戦 初戦敗退 | [ 144 ] |
| 4組        | 中座真七段     | 3組 昇級者決定戦 初戦敗退 | [ 144 ] |
| 4組        | 横山泰明六段   | 3組 昇級者決定戦 初戦敗退 | [ 144 ] |
| 5組        | 日浦市郎八段   | 4組 残留決定戦 敗退       | [ 145 ] |
| 5組        | 村田智弘六段   | 4組 残留決定戦 敗退       | [ 145 ] |
| 5組        | 山本真也六段   | 4組 残留決定戦 敗退       | [ 145 ] |
| 5組        | 先崎学九段     | 4組 残留決定戦 敗退       | [ 145 ] |
| 6組        | 堀口一史座七段 | 5組 残留決定戦 敗退       | [ 146 ] |
| 6組        | 長沼洋七段     | 5組 残留決定戦 敗退       | [ 146 ] |
| 6組        | 神谷広志八段   | 5組 残留決定戦 敗退       | [ 146 ] |
| 6組        | 増田裕司六段   | 5組 残留決定戦 敗退       | [ 146 ] |

### 将棋大賞
第47回将棋大賞
| 各賞             | 受賞者                              | 受賞          | 備考                                                 |
| ---------------- | ----------------------------------- | ------------- | ---------------------------------------------------- |
| 最優秀棋士賞     | 渡辺明三冠                          | 7年ぶり2回目  |                                                      |
| 特別賞           | 木村一基王位                        | 初            |                                                      |
| 優秀棋士賞       | 豊島将之竜王名人                    | 初            |                                                      |
| 敢闘賞           | 永瀬拓矢二冠                        | 初            |                                                      |
| 新人賞           | 本田奎五段                          | 初            |                                                      |
| 勝率一位賞       | 藤井聡太七段                        | 3年連続3回目  | .815(53勝12敗)                                       |
| 最多勝利賞       | 藤井聡太七段                        | 2年ぶり2回目  | 53勝                                                 |
| 最多対局賞       | 佐々木大地五段                      | 初            | 67局                                                 |
| 連勝賞           | 永瀬拓矢二冠                        | 初            | 15連勝 (2019年2月22日 - 2019年4月23日)               |
| 最優秀女流棋士賞 | 里見香奈女流四冠                    | 5年連続10回目 |                                                      |
| 優秀女流棋士賞   | 伊藤沙恵女流三段                    | 2年ぶり2回目  |                                                      |
| 女流最多対局賞   | 伊藤沙恵女流三段                    | 3年連続3回目  | 46局                                                 |
| 東京記者会賞     | 高橋和女流三段                      | 初            |                                                      |
| 升田賞           | elmo(将棋ソフト)                    | 初            | エルモ囲い                                           |
| 升田賞特別賞     | 脇謙二八段                          | 初            | 脇システム                                           |
| 名局賞           | ●豊島将之王位 ○木村一基九段         |               | 第60期王位戦七番勝負第7局 （2019年9月25日 - 26日）   |
| 女流名局賞       | ●里見香奈女流王座 ○西山朋佳女流二冠 |               | 第9期女流王座戦五番勝負第4局 （2019年12月4日）       |
| 名局賞特別賞     | ●藤井聡太七段 ○広瀬章人竜王         |               | 第69回王将戦挑戦者決定リーグ7回戦 （2019年11月19日） |

### 年度成績一覧
全棋士・全女流棋士 年度成績・通算成績一覧（2020年3月31日時点）
- 全棋士・全女流棋士 年度成績・通算成績 - #1
- 全棋士・全女流棋士 年度成績・通算成績 - #2
- 全棋士・全女流棋士 年度成績・通算成績 - #3
- 全棋士・全女流棋士 年度成績・通算成績 - #4

- 2019年度 棋士成績一覧 / 棋士成績ランキング上位（日本将棋連盟 webサイト）
- 2019年度 女流棋士成績一覧 / 女流棋士成績ランキング上位（日本将棋連盟 webサイト）

## 昇段・引退
太字 今年度プロ入り棋士・女流棋士
| 昇段     | 棋士                | 昇段日         | 昇段理由                    | 注              |
| -------- | ------------------- | -------------- | --------------------------- | --------------- |
| 四段     | 出口若武            | 2019年04月01日 | 第64回奨励会三段リーグ戦1位 | [ 151 ] [ 152 ] |
| 四段     | 黒田尭之            | 2019年04月01日 | 第64回奨励会三段リーグ戦2位 | [ 151 ] [ 152 ] |
| 四段     | 渡辺和史            | 2019年10月01日 | 第65回奨励会三段リーグ戦1位 | [ 153 ] [ 154 ] |
| 四段     | 石川優太            | 2019年10月01日 | 第65回奨励会三段リーグ戦2位 | [ 153 ] [ 154 ] |
| 五段     | 梶浦宏孝            | 2019年07月25日 | 勝数規定                    | [ 155 ]         |
| 五段     | 大橋貴洸            | 2019年07月31日 | 勝数規定                    | [ 156 ]         |
| 五段     | 上村亘              | 2019年10月10日 | 勝数規定                    | [ 157 ]         |
| 五段     | 高野智史            | 2019年12月02日 | 勝数規定                    | [ 158 ]         |
| 五段     | 本田奎              | 2019年12月27日 | タイトル挑戦                | [ 89 ]          |
| 五段     | 古森悠太            | 2020年03月05日 | 順位戦C級1組昇級            | [ 159 ]         |
| 六段     | 上野裕和            | 2019年04月01日 | フリークラス規定            | [ 160 ]         |
| 六段     | 中尾敏之            | 2019年04月01日 | 退役棋士昇段規定            | [ 160 ]         |
| 六段     | 大橋貴洸            | 2019年10月23日 | 竜王ランキング戦連続昇級    | [ 161 ]         |
| 六段     | 都成竜馬            | 2019年11月13日 | 竜王ランキング戦連続昇級    | [ 162 ]         |
| 七段     | 関浩                | 2019年04月01日 | 退役棋士昇段規定            | [ 160 ]         |
| 七段     | 八代弥              | 2019年04月23日 | 竜王ランキング戦連続昇級    | [ 163 ]         |
| 七段     | 三枚堂達也          | 2019年09月04日 | 竜王ランキング戦連続昇級    | [ 164 ]         |
| 七段     | 横山泰明            | 2019年09月11日 | 勝数規定                    | [ 165 ]         |
| 七段     | 村中秀史            | 2019年10月04日 | 勝数規定                    | [ 166 ]         |
| 七段     | 伊奈祐介            | 2019年10月23日 | 勝数規定                    | [ 167 ]         |
| 七段     | 佐藤和俊            | 2019年10月30日 | 竜王ランキング戦1組昇級     | [ 168 ]         |
| 七段     | 佐々木慎            | 2020年03月11日 | 勝数規定                    | [ 169 ]         |
| 七段     | 近藤誠也            | 2020年03月11日 | 順位戦B級1組昇級            | [ 170 ]         |
| 八段     | 若松政和            | 2019年04月01日 | 退役棋士昇段規定            | [ 160 ]         |
| 八段     | 菊地常夫            | 2019年04月01日 | 退役棋士昇段規定            | [ 160 ]         |
| 八段     | 飯野健二            | 2019年04月01日 | 退役棋士昇段規定            | [ 160 ]         |
| 八段     | 畠山鎮              | 2019年09月12日 | 勝数規定                    | [ 171 ]         |
| 八段     | 永瀬拓矢            | 2019年10月01日 | タイトル2期                 | [ 172 ]         |
| 八段     | 菅井竜也            | 2020年01月23日 | 順位戦A級昇級               | [ 173 ]         |
| 八段     | 斎藤慎太郎          | 2020年02月13日 | 順位戦A級昇級               | [ 174 ]         |
| 九段     | 佐藤義則            | 2019年04月01日 | 退役棋士昇段規定            | [ 160 ]         |
| 九段     | 前田祐司            | 2019年04月01日 | 退役棋士昇段規定            | [ 160 ]         |
| 九段     | 豊島将之            | 2019年05月17日 | 名人1期                     | [ 175 ]         |
| 九段     | 行方尚史            | 2019年11月14日 | 勝数規定                    | [ 176 ]         |
|          |                     |                |                             |                 |
| 昇段(級) | 女流棋士            | 昇段(級)日     | 昇段(級)理由                | 注              |
| 女流2級  | 山口仁子梨          | 2019年10月01日 | 女流棋士規定により          | [ 177 ]         |
| 女流1級  | 加藤結李愛          | 2019年06月13日 | 倉敷藤花戦ベスト8           | [ 178 ]         |
| 女流1級  | 加藤圭              | 2019年10月11日 | 女流王位戦予選決勝進出      | [ 179 ]         |
| 女流1級  | 小高佐季子          | 2019年10月14日 | 女流王位戦予選決勝進出      | [ 180 ]         |
| 女流初段 | 頼本奈菜            | 2019年04月01日 | 年度指し分け以上(7勝以上)   | [ 160 ]         |
| 女流初段 | 塚田恵梨花          | 2019年04月01日 | 年度指し分け以上(7勝以上)   | [ 160 ]         |
| 女流初段 | 加藤結李愛          | 2019年08月25日 | 倉敷藤花戦ベスト4           | [ 181 ]         |
| 女流初段 | 加藤圭              | 2020年03月16日 | 女流名人リーグ入り          | [ 182 ]         |
| 女流二段 | 山根ことみ          | 2019年10月23日 | 勝数規定                    | [ 183 ]         |
| 女流三段 | 加藤桃子            | 2019年04月01日 | 奨励会退会、女流棋士に転身  | [ 184 ]         |
| 女流三段 | 伊藤沙恵            | 2019年04月26日 | 勝数規定                    | [ 185 ]         |
| 女流三段 | 谷口由紀            | 2019年12月27日 | 勝数規定                    | [ 186 ]         |
| 引退     | 引退者(最終段位)    | 最終対局日     | 引退理由                    | 注              |
| 引退     | 高田尚平 七段       | 2019年08月09日 | フリークラス規定により      | [ 187 ]         |
| 引退     | 高群佐知子 女流四段 | 2020年03月31日 | 一身上の都合により          | [ 188 ]         |
| 引退     | 真田彩子 女流二段   | 2020年03月31日 | 女流棋士引退規定により      | [ 188 ]         |
| 引退     | 野田澤彩乃 女流1級  | 2020年03月31日 | 女流棋士引退規定により      | [ 188 ]         |
| 引退     | 大庭美樹 女流初段   | 2020年03月31日 | 女流棋士引退規定により      | [ 189 ]         |